# EMule
eMule — свободный клиент файлообменной сети ed2k для Microsoft Windows. Был разработан как замена проприетарному клиенту eDonkey2000. Также может работать с Kad-сетью.
В 2007 году eMule завоевал номинацию «Best New Project»(хотя к тому времени проект давно уже новым не являлся).
Со времени первых своих версий и до сегодняшнего дня eMule претерпел множество изменений и улучшений. Сеть часто пытались закрыть. Для этого создавались программы, которые наносили вред сети и отбивали у людей желание пользоваться eMule’ом (или аналогичными клиентами, например, edonkey, ilphant и др.). Например, была разработана система порчи файлов, когда вместо оригинальных его частей в процессе отдачи подсовывались заведомо повреждённые. На сегодня это сделать практически невозможно, так как в современных версиях производится постоянная проверка частей при закачке (при помощи т. н. AICH-хеша). Даже если часть случайно повредится, то eMule сразу это заметит и перекачает заново.
Крупные ed2k-сервера периодически закрывают. Однако теперь это уже не создаёт особых проблем для пользователей, так как eMule умеет работать в децентрализованной сети KAD (на сегодня это версия 2.0), которую уничтожить практически невозможно. Сегодня заметна тенденция увеличения эффективности KAD-сети по сравнению с классической ed2k. Так, поиск файлов и источников происходит быстрее, отсутствует спам. Среди недостатков KAD можно отметить не мгновенное эффективное включение в работу (необходимо время, чтобы emule сформировал достаточно большую хеш-таблицу, хотя бы на 600—700 контактов). Кроме того, если клиент получил статус LowID, то для полноценной работы необходимо найти т. н. приятеля — другого клиента, через которого можно было бы индексировать в сети свои файлы.
Начиная с версии 0.47b появилась возможность скрывать использование сети eDonkey от провайдеров благодаря вуалированию протокола, которое, тем не менее, не гарантирует такой степени сокрытия информации, как полноценное её шифрование.
Существуют разные подставные клиенты и серверы, которые регулярно пытаются вредить сети, например, подсовывать ложные файлы. Но и против этого есть средство — ip-адреса вредителей записываются в специальный файл-фильтр, и в дальнейшем emule игнорирует их.
Против ложных результатов поиска («фальшивок») в программе существует спам-фильтр. Кроме того, обычно при закачке характерных фальшивок сервер сам сообщает, что этот файл лучше удалить.
Очень полезной бывает функция оценок файлов, которая помогает другим пользователям определить, стоит ли качать тот или иной файл. Сегодня eMule также умеет определять подлинность типов файлов (например, действительно ли файл *.rar является архивом, или это переименованное видео). Начиная с версии 0.46b, eMule поддерживает так называемые коллекции. Коллекции могут быть подписаны релиз-группой в качестве меры борьбы с подделками.
В eMule можно также и общаться. Для этого в программу встроен IRC-клиент, где, как правило, обычно можно быстро проконсультироваться при возникших вопросах или проблемах. Есть и система обмена сообщениями, причём начиная с версии 0.49а автоматический спам, который практикуют некоторые моды, исключён благодаря функции CAPTCHA-аутентификации.
eMule ведёт подробнейшую статистику своей работы, которая позволяет видеть картину закачек как за текущий сеанс, так и за всё время.
С версии 0.48a добавлена поддержка UPnP на основе кода Shareaza.
Кроме того, в eMule разработана функция MobileMule, которая позволяет управлять клиентом с мобильного телефона, а также вебсервер, который выполняет ту же роль, но только не с телефона, а с другого компьютера. Правда, для удалённого управления необходим полноценно маршрутизируемый IP-адрес.
В eMule существует множество полезных функций, которые обеспечивают надёжность, стабильность и удобство пользования программой. Таким образом, на сегодня это весьма продуманная, устойчивая проверенная жизнью система, которая постоянно развивается уже много лет.
На основе eMule разработан ряд модификаций — так называемых «модов»; кроме того, доступно его кросс-платформенное ответвление aMule. Поскольку eMule поставляется с открытыми исходными кодами, находится немало желающих нечестно использовать p2p сеть (то есть только получать файлы, ничего не отдавая взамен, потому что раздавать гигабайтами каким-то клиентам, для того чтобы за несколько дней в конце концов скачать несколько килобайт материала просто обидно), в которой работает этот клиент. Для этого сегодня разработано немало нечестных клиентов, паразитирующих в сети. Чтобы защититься от «нахлебников», в eMule было разработано множество проверок, которые затрудняют неравноценный обмен информацией и блокируют нечестные моды. Впрочем, не все моды вредят сети. Многие модификации просто предоставляют расширенный набор настроек и улучшенный интерфейс.
Популярностью пользуется сборка, включающая в себя компоненты для резервного копирования служебных файлов, создания ссылок, блокирования IP-адресов, а также получения информации о медиафайлах.

## Принцип работы
Поиск файлов для загрузки программой eMule может производиться как с использованием серверов файлообменной сети eDonkey, так и используя сеть Kad. Загрузка файлов происходит с использованием только файлообменной сети eDonkey, с некоторыми, присущими лишь eMule, дополнениями.

## eMule collection
Открытый формат файлов, предназначенный для описания ссылок на файлы для загрузки по протоколам eDonkey, Gnutella2, HTTP, FTP и т. п. Формат, главным образом, предназначен для использования в сетях eDonkey. Имеет текстовую и двоичную версии.
Текстовая версия формата состоит из ed2k-ссылок, формат которых позволяет указывать HTTP-источники. Двоичная версия позволяет сохранять в коллекциях комментарии, рейтинги, а также подписывать коллекции. Коллекции eMule не имеют древовидной структуры, как, например, в формате Direct Connect sublist.
Мультипротокольный клиент Shareaza поддерживает этот формат, а, благодаря особенностям протокола, может находить альтернативные источники, используя сеть Gnutella2.